# Waleri Qasaischwili
Waleri Qasaischwili (georgisch ვალერი ყაზაიშვილი; englisch Valeri Qazaishvili; * 29. Januar 1993 in Osurgeti), auch bekannt als Vako (ვაკო), ist ein georgischer Fußballspieler. Der Offensive Mittelfeldspieler ist seit Februar beim südkoreanischen Erstligisten Ulsan Hyundai unter Vertrag.

## Karriere

### Verein
Qasaischwili begann mit dem Fußballspielen beim Verein FC Saburtalo Tiflis in seinem Heimatland Georgien. Für den Hauptstadtklub kam er jedoch zu keinem einzigen Einsatz in der ersten Mannschaft. Trotz mäßig erfolgreicher Leihgeschäfte bei Metalurgi Rustawi und Sioni Bolnissi, wagte er im August 2011 den Schritt nach Europa zu Vitesse Arnheim. Nachdem er in der U-19 Mannschaft überzeugte, debütierte er am 27. November 2011 beim 1:1-Unentschieden gegen Twente Enschede, als er seinen georgischen Teamkollegen Giorgi Tschanturia in der Startformation ersetzte. Bereits eine Woche später erzielte er beim 4:0-Sieg über den RKC Waalwijk sein erstes Tor für Vitesse. In seiner ersten Saison 2011/12 kam Qasaischwili auf insgesamt vier Einsätze. In seiner zweiten Saison spielte er überwiegend bei der 2. Mannschaft in der Beloften Eredivisie. Erst in der folgenden Spielzeit 2013/14 durfte er auch vermehrt in der ersten Mannschaft spielen, jedoch hauptsächlich als Einwechselspieler. In 26 Ligaeinsätzen erzielte er vier Treffer und bereitete zwei weitere vor. In die Startformation Vitesses drang er in der Saison 2014/15 vor. Beim furiosen 6:2-Auswärtssieg beim FC Dordrecht am 27. September 2014 erzielte er den ersten Hattrick seiner Laufbahn. in 33 Ligaspielen erzielte er neun Tore und assistierte fünf weitere. In der Folgesaison netzte er zehnmal für seinen Verein.
Am 31. August 2016 wechselte Qasaischwili leihweise für ein Jahr zum polnischen Spitzenverein Legia Warschau. Bei der 0:6-Heimniederlage im Champions-League-Spiel gegen Borussia Dortmund debütierte er im Trikot der Wojskowi. Sein erstes und einziges Ligator für Legia erzielte er beim 6:0-Heimerfolg über Bruk-Bet Termalica Nieciecza. Mit dem Hauptstadtverein errang er zwar den Ligatitel, jedoch verlief das Leihgeschäft für ihn dennoch enttäuschend. Er kam lediglich zu 12 Ligaeinsätzen, in denen er meist erst in der Schlussphase eingewechselt wurde. Nach dem Saisonende 2016/17 kehrte er wieder in die Niederlande zurück.
Am 22. Juni 2017 wechselte Vako Qasaischwilis in die Vereinigten Staaten zu den San José Earthquakes. Beim Major League Soccer-Franchise aus dem Bundesstaat Kalifornien unterschrieb er als „Designated Player“ einen Vertrag bis zum Jahresende 2018. Sein Debüt bestritt er am 14. Juli in einem Freundschaftsspiel gegen den Bundesligisten Eintracht Frankfurt. Sein Ligadebüt gab er am 19. Juli, als er im Spiel gegen die New York Red Bulls zur Halbzeitpause für Danny Hoesen eingewechselt wurde. Bei der 1:5-Niederlage in der Red Bull Arena erzielte er das einzige Tor für die Earthquakes. Bis zum Saisonende 2017 erzielte er in 13 Einsätzen fünf Treffer. In der folgenden Saison 2018 traf er in 33 Spielen zehn Mal und bereitete vier Treffer vor. Das Spieljahr 2019 schloss er mit acht Treffern und sechs Assists in 32 Ligaspielen ab. In der nächsten Spielzeit 2020 gelangen ihm in 17 Ligaeinsätzen vier Tore und zwei Vorlagen. Am 4. Dezember 2020 gaben die San José Earthquakes bekannt, dass Qazaischwilis zum Monatsende auslaufender Vertrag nicht verlängert wird.
Am 16. Februar 2021 unterzeichnete Qasaischwili einen Dreijahresvertrag beim südkoreanischen Erstligisten Ulsan Hyundai. Sein Debüt gab er am 13. März 2021 (4. Spieltag) beim 1:1-Unentschieden gegen die Pohang Steelers. Drei Wochen später erzielte er beim 3:2-Heimsieg gegen den FC Seoul sein erstes Saisontor.

### Nationalmannschaft
Qasaischwili repräsentierte sein Heimatland Georgien in diversen U-Nationalmannschaften, bevor er am 5. März 2014 für die A-Auswahl im Freundschaftsspiel gegen Liechtenstein debütierte. Sein erstes Tor gelang ihm knapp ein Jahr später beim 2:0-Heimsieg im Testspiel gegen Malta.

## Erfolge

### Verein

#### Legia Warschau
- Polnischer Meister: 2016/17